# Chrysosplenium fuscopuncticulosum
Chrysosplenium fuscopuncticulosum är en stenbräckeväxtart som beskrevs av Z.P. Jien. Chrysosplenium fuscopuncticulosum ingår i släktet gullpudror, och familjen stenbräckeväxter. Inga underarter finns listade i Catalogue of Life.